# Jánszky Béla
Jánszky Béla (Ózd, 1884. július 19. – Budapest, 1945. november 20.) magyar építész, szakíró, a Lechner Ödön által kezdeményezett „magyar formanyelv és építőstílus” (népies stílus) híve és követője.

## Életpályája
A budapesti Műegyetemen Schulek Frigyes tanítványa volt. 1907-ben aranyérmet nyert a pécsi országos kiállítás népművészeti pavilonjával. Kós Károllyal együtt építette a zebegényi templomot. Szakmai gyakorlatát lágymányosi Fischer József irodájában kezdte. 1912-ben az egyik alapítója volt a Kecskeméti Művésztelepnek, amelynek épületeit Szivessy Tiborral együtt tervezte. Együttes művük a kecskeméti kaszinó (1911), a szolnoki Hitelbank, a budapesti Forum (ma Puskin) filmszínház belső kiképzése, az Uránia filmszínház átépítése, a szentgotthárdi Iskolaszanatórium stb. Az ő tervei szerint épült a budapesti Taksony úti kislakásos bérház és a Kisipari Hitelintézet budapesti székháza (1940–1941). Számos cikke jelent meg.

## Önálló és Szivessy Tibor közreműködése nélküli művei

### Ismert épületei
- 1908–1909. Zebegény, Petőfi tér, Római katolikus templom (Kós Károllyal és Györgyi Dénessel) [felújítva]
- 1910. Budapest, Bartók Béla út 8. [átalakítva]
- 1922–1924. Tatabánya, Népház utca 7., Magyar Általános Kőszénbánya Rt. tiszti kaszinója (Toroczkai Wigand Edével) [pusztulóban]
- 1932–1933. Budapest, Tihamér utca 18., Dirner-villa
- 1939–1941. Budapest, Taksony utca 14. – Angyalföldi út 5/A., Székesfővárosi kislakásos bérházak
- 1942. Budapest, Vas utca 2/D–E. – Stáhly utca 2/A., Budapesti Kisipari Hitelintézet Rt. székháza

### Tervek, emlékművek; elpusztult, azonosítatlan és bizonytalan épületek
- 1906. Vadászkastély terve (IV. éves hallgatói terv)
- 1906. Krematórium terve (diplomaterv)
- 1906. Budapest, az Iparművészeti Társulat karácsonyi bazárjának rendezése (Tátray Lajossal)
- 1907. Budapest, az Iparművészeti Társulat tavaszi kiállítása, teljes installáció (Tátray Lajossal)
- 1907. Pécs, Országos kiállítás. Népművészeti, háziipari és néprajzi pavilon (Tátray Lajossal)
- 1907. Pécs, Országos kiállítás. Műcsarnok belső berendezése (Maróti Gézával)
- 1908. London [UK], Earl's Court. Magyar építészeti kiállítás (Fischer Józseffel)
- 1908 k. Tanyasi templom terve
- 1909. Zebegény, legényember házának terve
- 1909. Zebegény, parti vendéglő terve
- 1909. Ung megyei lakóház terve
- 1909. Cinkota, egy író menedékházának terve
- 1909. Miskolc, Somos György házának terve
- 1909. kiállítási installációk
- 1910. Bécs [A], Vadászati világkiállítás, Magyar vadászkastély (Fischer Józseffel és Maróti Gézával)
- 1915–1916. „Isten kardja – Hősök emléke” – világháborús emlékmű terve
- 1918. Nagycenk, Széchenyi-mauzóleum [szerzősége bizonytalan]
- 1919. Budapest újjáépítési terve
- 1923. Budapest, a Néprajzi Múzeum pályaterve (Toroczkai Wigand Edével)
- 1924. Szécsény–Benczúrfalva, Katona József utca, temető, Benczúr-mauzóleum
- 1924. Gyöngyös–Mátraháza, Benkó-villa [elpusztult]
- 1928. Siófok, játékkaszinó és fürdőváros terve
- 1939. Budapest, Gubacsi út, sertésközvágóhíd munkásöltözője és étkezője [helye és állapota ismeretlen]
- 1941. Frankel Leó utca, az OTI Rheuma-kórház pályaterve
- 1942. „A jövő Budapestje” városrendezési terv
- 1943. Budapest, Agyag és Tomory utcák sarkán, fabarak iskola (elpusztult)

## Szivessy Tiborral közösen alkotott műveik

### Ismert épületeik
- 1910–1911. Budapest, Üllői út 131. – Hungária körút, FTC klubház (a sportpálya Mattyók Aladár terve) [elpusztult]
- 1910–1911. Budapest, Dankó utca 22., Gomperz-ház
- 1910–1911. Kecskemét-Műkertváros, Művésztelep utca 2–8., villák és műteremház [átalakítva, a festőiskola épülete elpusztult]
- 1910–1911. Kecskemét, Széchenyi tér, római katolikus egyház bérháza [elpusztult, szobrok: Kisfaludi Strobl Zsigmond]
- 1910–1911. Kecskemét, Rákóczi út 3. – Klapka utca 1–3., Gazdasági Egyesület és Kaszinó
- 1911. Kecskemét, Rákóczi út 5. – Mátyási utca, bérház
- 1911. Kecskemét, Bethlen körút 65., Mátyás téri elemi iskola (díszítés: Falus Elek)
- 1911. Kolozsvár, KEAC stadion klubépülete [elpusztult]
- 1911 k. Szolnok, Szapáry út 28., Kádár cukrászda (díszítés: Falus Elek) [pusztulóban]
- 1911. Baja, Deák Ferenc utca 6., Róna-szanatórium
- 1911–1912. Budapest, Ág utca 3., Somló-villa
- 1912. Budapest, Hűvösvölgyi út 85., Márkus Emília színésznő villája
- 1912. Kecskemét, sporttelep (a sportpálya Matyók Aladár terve) [elpusztult]
- 1912. Szolnok, Szapáry út 31., Szolnoki Hitelbank épülete [elpusztult]
- 1912 k. Baja, Szent Antal utca 32., Szász János háza [elpusztult]
- 1912 k. Zombor [SRB], I. Péter király (Kral Petar I.) utca 15. Singer-ház
- 1912. Zombor [SRB], Laze Kostić - Venac Petra Bojovića sarok Weidinger-áru- és bérház
- 1912-13. Debrecen, DMKE Internátus [elpusztult]
- 1914. Cegléd, Széchenyi út 16. – Köztársaság utca, Alföldi Magyar Közművelődési Egyesület fiúnevelő intézete
- 1914–1915. Budapest, Nádor utca 11., Festetics-palota
- 1914. Budapest, Felvinci út 3. Scheer Simon családi háza
- 1926. Budapest, Kossuth Lajos utca 18., Fórum mozi kialakítása
- 1926–1927. Pestszentlőrinc, Üllői út 380–382. – Építő út 1., rendessytelepi elemi iskola és óvoda [átalakítva]
- 1926–1927. Budapest, Bástya utca 20., Weiner-ház
- 1926–1927. Pestszentlőrinc, Kossuth Lajos tér 2., polgári fiú- és leányiskola (ma Sztehlo Gábor evangélikus gimnázium)
- 1927 k. Baja, Szabadság utca 28., Geiringer János gyógyszertára és lakóháza
- 1927. Budapest, Városligeti fasor 3., Szentpál Olga mozdulatművészeti iskola, (belső dekoráció: Molnár Farkas) [elpusztult]
- 1927–1929. Pesterzsébet, Török Flóris utca 89. – Emlékezés tere, Kossuth Lajos középiskola
- 1928 k. Baja, Köztársaság tér 5., vármegyei bérházak
- 1928. Budapest, Radnóti Miklós utca 21/B. – Pannónia utca 23., Heisler Ignác Szállítmányozási Rt. lakóháza
- 1928. Szolnok, Táncsics Mihály utca 3., lakóház
- 1928. Budapest, Logodi utca 53–55., Bérczi Gyula bérháza [elpusztult]
- 1928–1929. Budapest, Szemlőhegy utca 23/B. – Vérhalom utca, Németh Ferenc bérvillája
- 1928–1929. Edelény, adóhivatal
- 1928–1929. Pesterzsébet, Török Flóris utca 84., Pesterzsébeti Református Egyház bérháza
- 1929–1930. Szentgotthárd, Hunyadi utca 31., Óragyár átalakítása Iskolaszanatóriummá [átalakítva]
- 1929. Debrecen, Vásáry István utca 7., Balogh Gábor bérháza [átalakítva]
- 1929–1930. Budapest, Rákóczi út 21., Uránia mozi belső átalakítása (az épületet tervezte: Schmahl Henrik, 1895)
- 1931. Budapest, Muskotály utca 33. – Nedecvár utca 6., Dubai-villa [elpusztult]
- 1931-1932. Budapest, Virág árok utca 3., Udvaros-Ungár-villa
- 1932. Budapest, Toldy Ferenc utca 68., bérház
- 1932. Budapest, Vérhalom utca 31/E., Braumann-villa

### Tervek, pályázati tervek, emlékművek; azonosítatlan és bizonytalan épületek
- 1911. Kerekegyház, rk templom és paplak pályaterve (2. díj)
- 1911 k. Kecskemét, Dragoni-villa, Teleki László utca 1/A. [szerzőségük bizonytalan]
- 1911. Szeged, Feketesas utca 25. – Tisza Lajos körút 50., Gazdasági és Iparbank székházának pályaterve (2. díj)
- 1911. Mindszent, Takarékpénztár Intézeti házának pályaterve (megvétel)
- 1911. Budapest, MTK sporttelep pályaterve (Pobuda Tivadarral) (2. díj)
- 1912. Komárom, Munkásbiztosító pénztár
- 1912. Kecskemét, Siketnéma intézet
- 1912. Kassa [SK], Felsőmagyarországi Rákóczi Múzeum pályaterve (díjazott terv)
- 1912. Törökszentmiklós, Takarékpénztár [helye és állapota ismeretlen]
- 1913. Baja, Kazinczy Ferenc tér és Haynald utca sarok (ma Szent Imre tér és Táncsics Mihály utca) plébánia
- 1913. Törökkanizsa [SRB], zsinagóga [elpusztult]
- 1914. Mezőtúr, városháza pályaterve (megvétel)
- 1914. Szentes, Kossuth Lajos utca - Zrinyi utca - Vecseri utca, Alföldi Magyar Közművelődési Egyesület fiúnevelő intézete
- 1914. Kecskemét, zárda terve
- 1914. Kecskemét, Kada Elek polgármester síremléke
- 1916: „Isten kardja” első világháborús hősi emlékmű, Budapest[1]
- 1926. Pestszentlőrinc, polgári iskola pályaterve (2. díj)
- 1926. Rákospalota, Kozák tér 13–16., polgári iskola pályaterve (2. díj)
- 1927. Kecskemét, Iparoskollégium
- 1927. Budapest, Keleti Károly utca 9–15. – Kitaibel Pál utca – Bimbó utca 2., Gróf Majláth-féle szállodabérház és ikerbérházak pályaterve
- 1927. Nyíregyháza, Honvéd utca, Alföldi Magyar Közművelődési Egyesület fiúnevelő intézete
- 1927–1928. Budapest, Corvin köz 6–8. – Kisfaludy utca 29., lakóépületek terve
- 1928. Pestszentlőrinc, református templom terve
- 1928. Pesterzsébet, Klapka tér, református templom terve
- 1929. Kecskemét, római katolikus templom terve
- 1929. református templom terve
- 1929. vidéki városháza terve
- Budapest, Naphegy, „számos családiház és villa” [helyük és állapotuk ismeretlen]
- Baja, Szabadság út, Rosenfeld Albert áruháza [pontos helye bizonytalan]
- Szolnok, Baross Gábor út 22. – Mária út, bérház [szerzőségük bizonytalan]

## Főbb írása
- A magyar formatörekvések története építészetünkben (Bp., 1929).